# Peter Kellner-Hostinský
Peter Kellner-Hostinský (vlastním jménem Peter Pavel Kellner; 6. ledna 1823, Gemerská Poloma, Gemer – 10. srpna 1873, Rimavská Sobota, Malohont) byl slovenský spisovatel, novinář, historik, filozof a redaktor Slovenských národních novin. Používal také pseudonymy Peter Dobroslav Kellner, Peter Záboj Hostinský, Peter Z. Hostinský, P. Hostinský, Záboj Hostinský.

## Život
Peter Pavel Kellner se narodil v rodině evangelického faráře Karla Kellnera a jeho manželky Kataríny. Vzdělání získával v Gemerské Polomi, na gymnáziu v Rožňavě a Levoči, později pokračoval ve studiu na evangelickém lyceu v Bratislavě, kde se věnoval studiu filosofie a teologie. Na protest proti zbavení Ľudovíta Štúra profesury odešel do Levoče. Přestože se chystal na závěrečnou kandidátskou teologickou zkoušku a na studium v zahraničí, zůstal nakonec studovat v Bratislavě právo. Pomáhal Štúrovi redigovat Slovenské národní noviny a Orla tatranského.
V období před revolučním rokem 1848 spolu s Jánem Štúrem vydával Slovenské národní noviny a úspěšně zachránil mnoho z rukopisných děl Janka Kráľe. Revoluční roky prožil díky slabému zdraví doma, letech 1849–1850 byl služným v Rožňavě, v letech 1850–1855 adjunktem v Revúci, kde spolupracoval se svým celoživotním přítelem Pavlem Dobšinským. Během období Bachova absolutismu byl jako vlastenec pronásledován a překládán z jednoho pracovního místa na druhé (Gelnica, Levoča, Sátoraljaújhely). V roce 1860 byl dočasně penzionován a žil v Licincích. V roce 1861 se stal aktivním účastníkem událostí kolem Memoranda národa slovenského a v roce 1862 byl jmenován hlavním služným Rimavské doliny, což ho přimělo přestěhovat se do Rimavské Soboty. Po ztrátě zaměstnání se mu již nepodařilo získat stálé zaměstnání, ale pracoval jen jako externí písař při sestavování pozemkových knih Gemerské stolice.

## Tvorba
Peter Kellner-Hostinský byl nejen novinářem, básníkem, dramatickým spisovatelem, historikem, ale i filozofem.
Byl autorem první studie o symbolu dvojitého kříže, která vyšla roku 1867 pod názvem K dejopisu härbu slovenského. Zkoumal v ní byzantský původ symbolu a už od jeho příchodu na Velkou Moravu ho považuje za symbol slovenského národa. Konstatuje, že Slováci ho přijali při svém křtu, a skutečnost, že jej uherští panovníci používali vedle jiných znamení, je pro něj svědectvím, že slovenský národ byl v minulosti uznáván za zvláštní národ a že jeho znak měl čestné místo mezi znameními jiných národů Uherska. I když jsou Hostinského názory poznamenány dobovým romantismem, nelze mu upřít prvenství mezi slovenskými heraldickými pracemi. Psal alegorické básně, dramata, filosofické a historické texty, ale také prozaická díla a životopisy.

## Slovenské národní noviny
Během redigování Slovenských národních novin (Slovenskje národňje novini) navštěvoval ještě právnickou akademii v Bratislavě, zabýval se rozsáhlými ekonomickými studiemi, o čemž svědčí zejména jeho úvodníky, zveřejněné v druhém ročníku štúrovských politických novin na pokračování pod názvem Pohľady na naše národné hospodárstvo, Príklady urbárskeho odkúpenia, Spôsoby urbárskeho odkúpenia. Hostinský tyto ekonomické rozbory psal na základě důkladného studia literatury. Svědomitě je ilustroval a doplňoval statistikami. Na základě zkoumání minulosti a přítomnosti v Uhersku ukazoval na neudržitelnost feudálního společenského zřízení, které považoval za brzdu rozvoje národního hospodářství.
I jeho zásluhou se Slovenské národní noviny postupně zbavovaly osvětově-buditelského zaměření a stávaly se prostředkem politické výchovy maloměšťáckých a lidových vrstev. Proto i Mikuláš Dohnány ve své Histórii povstaňja slovenskejho napsal, že tyto noviny roznášely nové myšlenky a rozněcovaly lásku k národu; vedly lid ke pramenům čerstvého života podávaje mu způsob k jeho duchovnímu a tělesnému dobrobytu.
Peter Kellner pod jménem Záboj-Hostinský uveřejňoval v těchto novinách a v jejich literární příloze básně, historické a vědecké články. V době svého působení v Bratislavě do zániku Slovenských národních novin v červnu 1848 napsal třináct rozsáhlých vědeckých rozprav a studií z oboru národního hospodářství, filosofie, přírodních věd, dějin literatury, národopisu, historie, lidové slovesnosti a teorie literatury.

## Dílo

### Výběr z poezie
- 1966 – Keby si počul všetky tie víchrice
- 1973 – Šuhajovo dumanie

### Próza
- 1870 – Ľuta, Olen a Tur (vyšlo v almanachu Tábor)

### Drama
- 1869 – Svätoslavičovci (vyšlo v časopise Minerva)

### Naučná a publicistická díla
- 1871 – Stará vieronauka slovenská
- 1851 – Prvoťini vedi slovanskej (vyšlo v časopise Slovenské pohľady)
- 1861 – Slovo o tom, že Horňo-Uherské Okolie má základ historický (vyšlo v periodiku Pešťbudínske vedomosti)
- 1862 – Slovania v Uhrách, na základe histórie národov Uhorských (vyšlo v periodiku Pešťbudínske vedomosti)
- 1862 – Anonymus Belae regis notarius (vyšlo v periodiku Pešťbudínske vedomosti)
- 1862 – Slovania Zadunajskí (vyšlo v periodiku Pešťbudínske vedomosti)
- 1862 – Počiatky rodopisu slovenského (vyšlo v periodiku Pešťbudínske vedomosti)
- 1863 – Trudoviny k dejepisu slovansko-obradnej cirkve v Uhrách (vyšlo v časopise Slovesnosť)
- 1863 – Starožitné pamiatky Slovanov (vyšlo v časopise Sokol)
- 1864 – Matúš Trenčiansky (vyšlo v časopise Sokol)
- 1864 – K dejopisu härbu slovenského (vyšlo v časopise Sokol)
- 1866 – Uhorsko, pod tureckým jarmom pred Mikulášom Zríňskym (Pamätník Matice slovenskej)
- 1867 – Historický pohľad na snem uhorský r. 1865 - 1866, s krátkym úvodom o snemoch krajinských (Národný kalendár)
- 1868 – Historické blískavice (Letopis Matice slovenskej)
- 1870 – Nástin životopisný Ľudovíta Kubániho (vyšlo v almanachu Tábor)
- 1872 – Zahynutí vetve slovenské v Uhrách (vyšlo v časopise Tatran)